# Luís Augusto Ferreira de Almeida

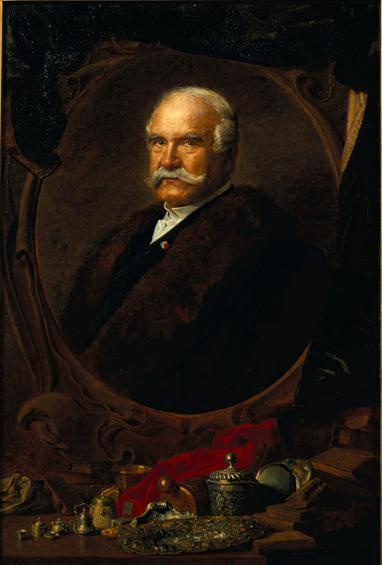
O Conde de Carvalhido (1891)

Luís Augusto Ferreira de Almeida (Porto, Portugal, 3 de março de 1817 — Paris, França, 18 de julho de 1900) foi o primeiro e único Visconde e Conde de Carvalhido da Real Casa Portuguesa. Por vezes é conhecido como Conde de Carvalhinho no Brasil.
O título de Visconde de Carvalhido havia sido concedido exclusivamente para Luis Augusto Ferreira de Almeida por Dom Pedro V de Portugal em 1855. Mais tarde, Dom Luís I de Portugal eleva-o a Conde de Carvalhido, em 1874, por meio do decreto de 1 de Junho de 1884.
Foi agraciado com a mais alta condecoração portuguesa, a Ordem Militar da Torre e Espada, Valor, Lealdade e Mérito, devido aos serviços prestados a Portugal. Tais condecorações e títulos foram em razão de sua defesa à imagem de Portugal e do povo português imigrado para o Brasil, local onde o Conde teve grande prosperidade e criou grandes laços.
Foi membro da Academia de Belas Artes de Lisboa e doou grandes obras ao museu de Belas Artes de Lisboa. Este deu origem à "Sala Conde de Carvalhido", ainda existente e inaugurada pela reina Dona Maria Pia de Portugal. Deu início à família Visconde Ferreira de Almeida no Brasil.

## História
Nascido no Porto, em 1817, filho de Antônio José Ferreira de Almeida, negociante da mesma cidade, e Dona Alexandrina Ferreira, emigrou para o Brasil ainda jovem, local que teve grande prosperidade nos negócios.
No Brasil, ficou reconhecidamente famoso pelos seus atos de filantropia a favor dos portugueses menos afortunados que haviam emigrado para o Brasil.
Em todos os aspectos, defendia a imagem de Portugal na colônia e demonstrou solidariedade com a mãe-pátria.
Seus serviços para Portugal também foram o enriquecimento do Museu de Belas Artes de Lisboa com diversas doações espontâneas de quadros cujos foram remanejados para uma sala que foi nomeada Sala Conde de Carvalhido. Tais salas foram inauguradas por Dona Maria Pia em 1896.
Casou-se no Brasil com Luísa Joaquina de Oliveira, brasileira, dando início neste país à família Visconde Ferreira de Almeida.
Ainda no Brasil, fundou o Asilo São Luiz no bairro do Caju, largamente utilizado até os dias de hoje para o abrigo de idosos no Rio de Janeiro. Atualmente, o asilo abriga mais de 260 leitos.
Posteriormente, emigrou para a França onde casou-se pela segunda vez com Dona Helena Ana Maria Antónia Leichtinger, de nacionalidade húngara, com quem teve um filho. Faleceu em Paris.